# Baraolt
Baraolt (rumænsk udtale:[baraˈolt]; ungarsk: Barót, ungarsk udtale:[ˈbɒroːt]) er en by i distriktet Covasna i Rumænien. Den ligger i Szeklerland (en), en etnokulturel region i det østlige Transsylvanien. Byen blev første gang nævnt som en bebyggelse i 1224. Byen, der har 7.730 (2021) indbyggere, administrerer fem landsbyer:
- Biborțeni / Bibarcfalva
- Bodoș / Bodos
- Căpeni / Köpec
- Micloșoara / Miklósvár
- Racoșul de Sus / Felsőrákos

Byen ligger mellem bjergene Harghita i nordøst, Baraolt i sydøst og Perșani i vest. Distriktets hovedstad Sfântu Gheorghe ligger ca. 30 km mod sydøst.